# Litauische Familiennamen
Die heute verbreiteten litauischen Familiennamen haben sich im litauischsprachigen Raum seit dem 16. und 17. Jahrhundert nach und nach etabliert.

## Männliche Familiennamen
Männliche Familiennamen tragen die Endungen -as, -is, -us, -ys sowie auch -a (z. B., Cvirka) oder -ė (pvz., Kaladė, Lapė).

### Beispiele
- Dvarionas
- Girdauskas
- Gvildys
- Jankauskas
- Kirkliauskas
- Kudirka
- Kvietkauskas
- Liutikas
- Musteikis
- Pabedinskas
- Vaikšnoras
- Valickas
- Vanagas

## Weibliche Familiennamen
Verheiratete Frauen bekommen zum Namen des Mannes Suffix und Endung -ienė (Adamkienė) oder nur Endung -ė (Zvonkė, Bunkė).
Die Familiennamen der nicht verheirateten Frauen tragen Suffix und die Endung -aitė, -ytė, -utė, -iūtė (Putinaitė, Meilutytė, Butkutė, Žiliūtė).

### Herkunft aus anderen Sprachräumen

#### Slawische Herkunft
Zahlreiche litauische Familiennamen sind slawischen Ursprungs, Beispiele: Burkovskis, Dobryninas, Kralikas usw. 

#### Germanische Herkunft
Manche litauische Familiennamen sind germanischen Ursprungs, Beispiele: Bluvšteinas, Landsbergis, Berkmanas, Geringas usw.